# 알렉스 가우디노
알렉스 가우디노(Alex Gaudino, 1970년 1월 23일 ~ )는 이탈리아의 음악 프로듀서이다.